# 伯恩斯港 (印地安納州)
伯恩斯港（英語：Burns Harbor）是一個位於美國印地安納州波特縣的城鎮。

## 人口
根據2010年美國人口普查的數據，伯恩斯港的面積為16.67平方千米，均為陸地。當地共有人口1156人，而人口密度為每平方千米69人。